# Cura (phần mềm)
Cura là một ứng dụng cắt lớp cho máy in 3D mã nguồn mở. Nó được tạo ra bởi David Braam, người sau đó gia nhập Ultimaker, một công ty sản xuất máy in 3D để duy trì phần mềm. Cura có sẵn theo giấy phép LGPLv3. Cura ban đầu được phát hành theo giấy phép nguồn mở Affero General Public License phiên bản 3, nhưng vào ngày 28 tháng 9 năm 2017, giấy phép đã được đổi thành LGPLv3. Thay đổi này cho phép tích hợp nhiều hơn với các ứng dụng CAD của bên thứ ba. Phát triển được lưu trữ trên GitHub. Ultimaker Cura được sử dụng bởi hơn một triệu người dùng trên toàn thế giới và nó là phần mềm in 3D ưa thích cho máy in Ultimaker 3D, nhưng nó có thể được sử dụng với các máy in khác.

## Các đặc điểm kĩ thuật

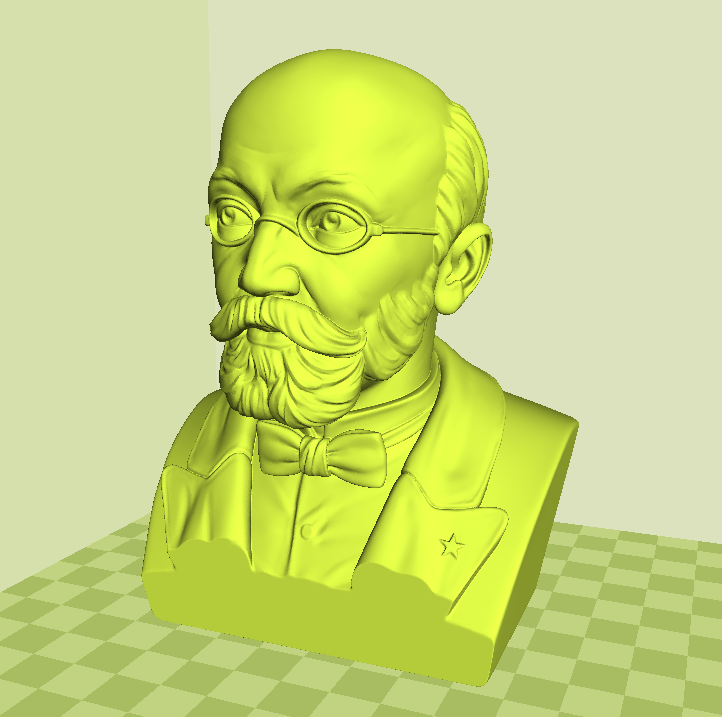
Xem tập tin STL trong Ultimaker Cura

Ultimaker Cura hoạt động bằng cách cắt tệp mô hình của người dùng thành các lớp và tạo mã g-code cụ thể cho máy in. Sau khi hoàn thành, G-code có thể được gửi đến máy in để sản xuất đối tượng vật lý.
Phần mềm nguồn mở tương thích với hầu hết các máy in 3D để bàn có thể làm việc với các tệp ở các định dạng 3D phổ biến nhất như STL, OBJ, X3D, 3MF cũng như các định dạng tệp hình ảnh như BMP, GIF, JPG và PNG.

## Các phiên bản chính
7-6-2016 Ultimaker đã công bố bản phát hành chính mới của Cura 2.1.2, thay thế phiên bản 15.04.6 trước đó (lưu ý sự không tuần tự trong các số phiên bản chính).
Tháng 9 năm 2016 Phiên bản 2.3 là bản phát hành chính. Nó bao gồm các cấu hình in mới, tính năng cắt, cũng như tăng tốc độ. Nó cũng hỗ trợ khả năng ép đùn kép với mô hình Ultimaker 3
17-10-2017 Phiên bản chính hiện tại, Phiên bản 3.0 đã cập nhật giao diện người dùng và cho phép tích hợp CAD. Đây là phiên bản đầu tiên có plugin hỗ trợ.
Tháng 11 năm 2017 - Cura Connect được phát hành để cho phép người dùng điều khiển, giám sát và định cấu hình một nhóm máy in 3D có hỗ trợ mạng từ một giao diện duy nhất.

## Plugin

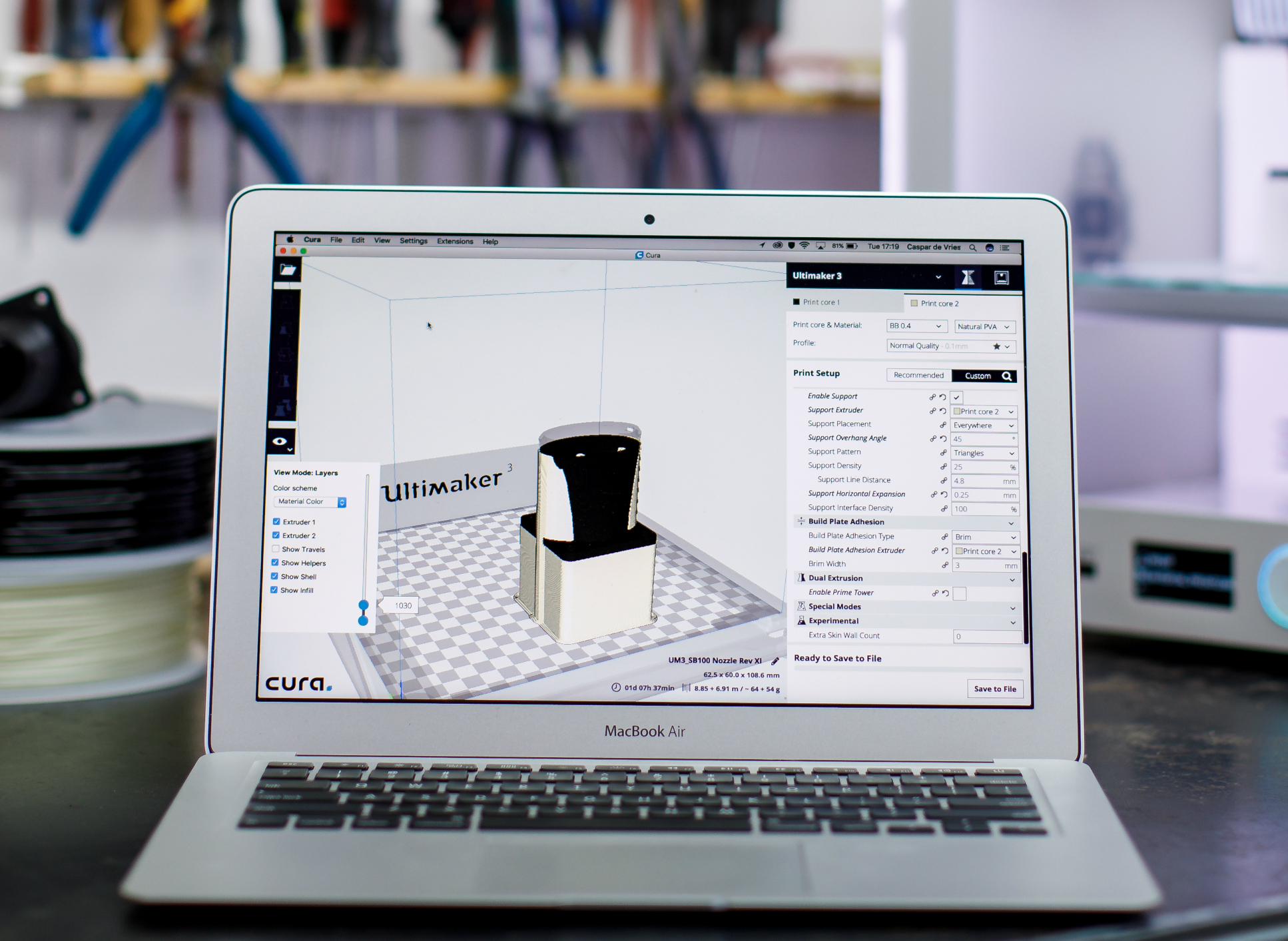
Màn hình của Cura trên máy tính MAC

Phiên bản 3.0 giới thiệu tính năng plugin. Người dùng có thể phát triển plugin của riêng mình hoặc sử dụng plugin có sẵn trên thị trường. Plugin đơn giản hóa quy trình làm việc cho người dùng bằng cách cho phép họ nhanh chóng thực hiện các tác vụ như mở tệp từ trình đơn hoặc xuất tệp từ ứng dụng.
Các plugin hiện tại bao gồm: SolidWorks, Siemens NX, Quét 3D HP, MakePrintable.

## Các máy in được hỗ trợ
Cura hỗ trợ cho các loại máy in sau:
- Tất cả các dòng máy của Ultimaker
- 101Hero
- 3DMaker Starter
- 3Dator
- ABAX PRi3
- ABAX PRi5
- ABAX Titan
- ALYA
- AXPRO D7 series
- BFB
- BlackBelt
- BQ Hephestos 2
- BQ Prusa i3 Hephestos
- BQ Prusa i3 Hephestos XL
- BQ Witbox
- BQ Witbox 2
- Builder Premium Large
- Builder Premium Medium
- Builder Premium Small
- Cartesio
- Creality CR-10
- Creality CR-10 S4
- Creality CR-10 S5
- Dagoma DiscoEasy200
- Delta Go
- DeltaBot
- Deltacomb 3D
- EastArts Ares
- FABtotum Personal Fabricator
- Folger Tech FT-5
- German RepRap Neo
- Hello BEE Prusa
- IMADE3D JellyBOX
- Innovo INVENTOR
- Julia
- Kemiq Q2 Beta
- Kemiq Q2 Gama
- Kossel Mini
- Kossel Pro
- Kupido
- MAKEiT Pro-L
- MakeiT Pro-M
- MakerBotReplicator
- Malyan M180
- Mankati Fullscale XT Plus
- Mendel90
- Peopoly Moai
- Printrbot Play
- Printrbot Play (Heated Bed)
- Printrbot Simple
- Printrbot Simple Metal Extended
- Prusa i3
- Prusa i3 Mk2
- Prusa i3 XL
- Punchtec Connect XL
- Raise3D N2 Dual
- Raise3D N2 Plus Dual
- Raise3D N2 Plus Single
- Raise3D N2 Single
- Renkforce RF100
- Rigid3D
- Rigid3D 3rdGen
- Rigid3D Hobby
- Rigid3D Zero
- Rigid3D Zero2
- RigidBot
- RigidBotBig
- RoVa3D
- Robo 3D R1
- Tevo Tarantula
- Type A Machines Series 1 2014
- Vertex Delta K8800
- Vertex K8400
- Vertex K8400 Dual
- Zone3d Printer
- makeR Pegasus
- makeR Prusa Tairona i3

Cura cũng có thể được tùy chỉnh để hỗ trợ các máy in khác với những máy được liệt kê ở trên chạy nhiều loại phần mềm như Marlin, Repetier, Griffin, Mach3 và Makerbot. Ví dụ, CEL có trụ sở tại Anh, nhà sản xuất máy in 3D Robox, sử dụng Cura làm lõi cắt cơ bản cho ứng dụng in Automaker của nó.

## Phạm vi truyền thông
Vào ngày 31 tháng 8 năm 2014, Cura đã được đưa vào đánh giá phần mềm cắt lớp 3D bởi Think3DPrint3D
Vào mùa hè năm 2015, Ultimaker phát hành Cura 2.0.
Vào ngày 29 tháng 5 năm 2017, PrinterChat đã công nhận Cura là phần mềm cắt được ưu tiên để sử dụng trong các lớp học hoặc không gian của nhà sản xuất dựa trên giá và giao diện người dùng.
Vào tháng 11 năm 2017, Forbes và 3ders.org ghi nhận việc phát hành Cura Connect và các khả năng kết nối của chương trình.
Vào ngày 1 tháng 1 năm 2018, All3DP đã xếp hạng Cura là một trong những công cụ phần mềm cắt lớp 3D tốt nhất.